# Journalistic Excellence Award
Journalistic Excellence Award – przyznawana od 1982 r. coroczna nagroda dla dziennikarzy, za najbardziej interesujące publikacje prasowe z zakresu gospodarki. W Polsce - od 1996 r.
Wyróżniane są reportaże, felietony i artykuły dotyczące zagadnień ekonomicznych i finansowych. Laureaci z całego świata spotykają się na specjalnym seminarium w Nowym Jorku na Uniwersytecie Columbia.
Nagroda przyznawana jest przez Citigroup.

## Polscy laureaci nagrody
- Ewa Barlik
- Paweł Rabiej
- Aleksandra Biały
- Eryk Stankunowicz
- Krzysztof Orłowski
- Tomasz Lipko
- Szymon Karpiński

## Nagrody honorowe
- Konrad Sadurski
- Jerzy Krajewski
- Barbara Cieszewska
- Andrzej Nartowski
- Waldemar Grzegorczyk
- Tomasz Prusek
- Wojciech Surmacz
- Maria Trepińska
- Paweł Wrabec